# Maladies du tabac
Liste des maladies du tabac (Nicotiana tabacum).

## Maladies bactériennes
| Maladies bactériennes             | Maladies bactériennes                                                 |
| --------------------------------- | --------------------------------------------------------------------- |
| Taches angulaires                 | Pseudomonas amygdali pv. tabaci                                       |
| Flétrissure bactérienne du tabac  | Ralstonia solanacearum, officiellement : Pseudomonas solanacearum     |
| Racines chevelues                 | Agrobacterium rhizogenes                                              |
| Jambe noire du tabac, tige creuse | Erwinia carotovora subsp. carotovora E. carotovora subsp. atroseptica |
| Galles foliaires                  | Rhodococcus fascians                                                  |
| Feu sauvage                       | Pseudomonas syringae pv. tabaci"                                      |

## Maladies fongiques
| Maladies fongiques                                               | Maladies fongiques                                            |
| ---------------------------------------------------------------- | ------------------------------------------------------------- |
| Anthracnose                                                      | Colletotrichum destructivum Glomerella glycines [téléomorphe] |
| Pourriture des feuilles (Barn rot)                               | Divers champignons et bactéries                               |
| Pourriture noire des racines                                     | Thielaviopsis basicola                                        |
| Pied noir du tabac                                               | Phytophthora nicotianae                                       |
| Mildiou du tabac                                                 | Peronospora tabacina = Peronospora hyoscyami f.sp. tabacina   |
| Alternariose du tabac (taches brunes)                            | Alternaria alternata                                          |
| Pourriture charbonneuse                                          | Macrophomina phaseolina                                       |
| Sclérotiniose, pourriture du collet                              | Sclerotinia sclerotiorum                                      |
| Fonte des semis, Pythium                                         | Pythium spp. Pythium aphanidermatum Pythium ultimum           |
| Cercosporiose ou « œil de grenouille »                           | Cercospora nicotianae                                         |
| Fusariose                                                        | Fusarium oxysporum (plusieurs f. sp.)                         |
| Pourriture grise                                                 | Botrytis cinerea Botryotinia fuckeliana [téléomorphe]         |
| Taches foliaires à Mycosphaerella                                | Mycosphaerella nicotianae                                     |
| Maladie des brûlures racinaires (fonte des semis due à Olpidium) | Olpidium brassicae                                            |
| Taches foliaires à Phyllosticta                                  | Phyllosticta nicotiana                                        |
| Oïdium                                                           | Erysiphe cichoracearum                                        |
| Ascochytose                                                      | Phoma exigua var. exigua = Ascochyta phaseolorum              |
| Gale                                                             | Hymenula affinis = Fusarium affine                            |
| Fonte des semis (Sore shin)                                      | Rhizoctonia solani Thanatephorus cucumeris [téléomorphe]      |
| Pourriture des tiges due à Athelia                               | Sclerotium rolfsii Athelia rolfsii [téléomorphe]              |
| Pourriture des tiges des tranplants                              | Pythium spp.                                                  |
| Taches foliaires (target spot)                                   | Rhizoctonia solani                                            |
| Verticilliose                                                    | Verticillium albo-atrum Verticillium dahliae                  |

## Maladies virales
| Maladies virales et maladies dues à des mycoplasmes | Maladies virales et maladies dues à des mycoplasmes |
| --------------------------------------------------- | --- |
| Mosaïque de la luzerne                              | Virus de la mosaïque de la luzerne (Alfalfa mosaic virus) |
| Jaunisse de l'aster                                 | Phytoplasme |
| Enroulement apical de la betterave                  | Virus de l'enroulement apical de la betterave (Beet curly top virus, BCTV)                                                                                                |
| Apex buissonnant                                    | Virus de la distorsion des nervures du tabac (Tobacco vein distorting virus, TVDV) et Virus de l'apex buissonnant du tabac (tobacco bushy top virus, TBTV) en combinaison |
| Mosaïque du concombre                               | Virus de la mosaïque du concombre |
| Jaunisse nécrotique de la laitue                    | Virus de la jaunisse nécrotique de la laitue (Lettuce necrotic yellows virus, LNYV) (chez Nicotiana glutinosa)                                                            |
| Rabougrissement de l'arachide                       | Virus du rabougrissement de l'arachide (Peanut stunt virus, PSV) |
| Rosette du tabac                                    | Virus de la distorsion des nervures du tabac (Tobacco vein distorting virus) et Virus de la marbrure du tabac (Tobacco mottle virus, TMV) en combinaison                  |
| Stolbur                                             | Phytoplasme |
| Gravure du tabac                                    | Virus de la gravure du tabac (Tobacco etch virus, TEV) |
| Enroulement du tabac                                | Virus de l'enroulement du tabac (Tobacco leaf curl virus, TLCV) |
| Mosaïque du tabac                                   | Virus de la mosaïque du tabac et Virus satellite de la mosaïque du tabac                                                                                                  |
| Nécrose du tabac                                    | Virus de la nécrose du tabac (Tobacco necrosis virus, TNV) |
| Bruissement du tabac (=rattle)                      | Virus du bruissement du tabac (Tobacco rattle virus, TRV) |
| Taches annulaires du tabac                          | Virus des taches en anneaux du tabac (Tobacco ring spot, TRSV) |
| Striure du tabac (= streak)                         | Virus de la striure du tabac (Tobacco streak virus, TSV) |
| Rabougrissement du tabac                            | Virus du rabougrissement du tabac (Tobacco stunt virus, TStV) |
| Marbrure nervaire du tabac                          | Virus de la marbrure nervaire du tabac (Tobacco vein mottling virus, TVMV)                                                                                                |
| Maladie bronzée de la tomate                        | Virus de la maladie bronzée de la tomate (Tomato spotted wilt virus, TSWV)                                                                                                |
| Mosaïque nervaire                                   | Virus Y de la pomme de terre (Potato virus Y, PVY) |
| Tumeurs de blessures                                | Virus des tumeurs de blessures (Wound tumor virus, WTV) |

## Divers
| Maladies diverses et désordres physiologiques | Maladies diverses et désordres physiologiques   |
| --------------------------------------------- | ----------------------------------------------- |
| Pourriture brune des racines                  | Pratylenchus spp. (nématodes)                   |
| Taches de sécheresse                          | Sécheresse                                      |
| Fausse orobanche                              | inconnu                                         |
| Stem break (en Europe)                        | Ditylenchus dipsaci (nématodes)                 |
| Insolation                                    | Haute intensité lumineuse et température élevée |
| Taches de pollution                           | Ozone                                           |